# Паводок на заході України 2020 року
Паводок на заході України 2020 року — стихійне лихо, яке спричинило значне підвищення водності річок західних регіонів України, зокрема, Дністра, Прута, Черемошів, Бистриці, яке трапилося в 20-х числах червня 2020 року внаслідок інтенсивних грозових дощів.
Пік паводку припав на 23—27 червня, його вважають найбільшим в історії Західної України за останні 60 років. Загальні збитки від повені оцінили на суму 3–4 млрд гривень.

## Масштаб
Інтенсивні опади протягом 22—24 червня призвели до ускладнення паводкової обстановки в Івано-Франківській, Чернівецькій, Львівській, Закарпатській та Тернопільській областях.
23 червня на Закарпатті внаслідок негоди підтопило понад 50 населених пунктів.
У вівторок, 23 червня, через погіршення погодних умов на Прикарпаті й Буковині оголосили «червоний» рівень небезпеки. Унаслідок потужних злив гірські річки в Карпатах завдали шкоди місцевим дорогам.
На Івано-Франківщині річка Дністер затопила місто Галич, зокрема, й районну лікарню в місті, де лікують хворих на коронавірусну інфекцію. За словами голови ОДА Віталія Федоріва, пік негоди припаде на 24 червня. Через паводок в Яремчі стався обвал дороги, який зруйнував головний водопровід, у зв'язку з чим місто залишилося без водопостачання.
У Чернівецькій області річка Черемош прорвала дві дамби й відрізала під'їзди до декількох сіл на її берегах. Підвищення рівня води зафіксували також на Пруті і його притоках.
Поблизу с. Устя-Зеленого Монастириського району на Тернопільщині на Дністрі стався перелив через дамбу, внаслідок чого проводилося часткове відселення місцевих мешканців, було підтоплено сільськогосподарські угіддя та є загроза підтоплення Коропця, Устя-Зеленого й Луки.
Станом на 25 червня було підтоплено:
- 285 населених пунктів (Івано-Франківська — 234, Чернівецька — 37, Львівська — 12, Тернопільській — 2);
- 9994 будинки (Івано-Франківська — 9157, Чернівецька — 728, Львівська — 72, Тернопільській — 37);
- 9 об'єктів соціальної та побутової сфери;
- зруйновано 117 км автодоріг (Івано-Франківська — 116, Чернівецька — 1), 64 мости в Івано-Франківській області,
- пошкоджено 500 км автодоріг і 135 мостів (Івано-Франківська — 487 км доріг і 118 мостів, Львівська — 2 км автодоріг, Чернівецька — 12 км доріг та 17 мостів) і 280 м дамб у Чернівецькій області[1].

Голова Чернівецької ОДА Сергій Осачук відзначив, що рівень води у річці Прут за останні години почав знижуватися, зокрема, о 19.00 24 червня рівень води в Пруті біля Чернівців сягав 6,56 м, о 1:00 25 червня — 5,89 м.
Станом на 25 червня всього внаслідок негоди на Івано-Франківщині зруйновано 110 км автодоріг, а 427,5 км пошкоджено, зруйновано 90 мостів, 130 — пошкоджено, 285 осіб відселено, 1850 метрів берегоукріплень зруйновано.
Станом на 26 червня на Івано-Франківщині загинуло щонайменше 2 особи.
Прем'єр-міністр України Денис Шмигаль заявив, що затоплення перевершує масштаб 2008 року. На максимумі повені було підтоплено 14,5 тис. будинків, станом на 27 червня підтоплено 4,5 тисячі будинків, також було знеструмлено 8 населених пунктів в Івано-Франківській області. Загалом, за даними прем'єра, постраждало щонайменше 250 населених пунктів у п'яти областях, найбільше постраждала Івано-Франківська область.
28 червня в Міжгірському районі після обіду за дві години випала 20-денна норма дощу. У селах потік води і зсув зруйнував дорогу й пошкодив будинки..
Станом на 29 червня лишались підтопленими 70 населених пунктів у Івано-Франківській, Чернівецькій, Львівській та Тернопільській областях, повінь зруйнувала 150,5 км автодоріг, 83 мости та пошкодила 582 км автодоріг і 220 мостів. 
В Івано-Франківській області рятувальники завершили пошуки водія автомобіля, який під час повені впав у річку Білий Черемош. Тіло чоловіка знайшли в сусідньому районі місцеві жителі..
Станом на 30 червня в результаті ускладнення погодних умов (дощ, пориви вітру) через спрацювання систем захисту ліній електропередач знеструмлено 35 населених пунктів у двох областях: Закарпатській — 31, Волинській — 4. На території західних областей (Івано-Франківська, Чернівецька, Львівська й Тернопільська) тривають роботи з ліквідації наслідків паводка.
2 липня стало відомо, що заплави уздовж нижнього Дністра заповнені водою, рівень води досяг небезпечних відміток і продовжував підвищуватися. На низьких ділянках автошляху Одеса-Рені вода піднялася до полотна дороги.
Станом на 7 липня залишаються підтопленими 5 населених пунктів у Чернівецькій області.
Станом на 9 липня в Івано-Франківській області жертвами повеней стали чотири людини.
15 липня підтоплення жилих приміщень було усунено, пошкодженими залишалися більше 750 км доріг та майже 300 мостів. .

## Причини
- Оксана Марискевич, провідний науковий співробітник Інституту екології Карпат НАНУ: «Ліс — це один із чинників паводку, але не основний. Повінь ніхто б не міг скасувати, але її наслідки могли б бути набагато меншими. Ще вплинуло шалене засмічення річок, у чому винні і місцеві мешканці, і місцева влада, адже не у всіх гірських селах налагоджений збір побутових відходів. Без сумніву, вирубування лісів також впливає. Якщо є природний незайманий ліс, то масштаби змиву, водної ерозії, на порядок нижчі»[21].
- Юрій Дебринюк, професор кафедри лісових культур і лісової селекції Національного лісотехнічного університету: «Нинішні повені не пов'язані з вирубкою лісів. Ліси рубалися завжди і значно більше, ніж зараз. Сьогодні обсяги вирубки менші, ніж були раніше, — я працював у Карпатах у 1980-ті роки, й тоді обсяги вирубки були набагато більші».
- Синоптики причиною паводку називають сильні затяжні дощі[22].

## Ліквідація наслідків
У ДСНС заявили, що роботи з відновлення найнеобхідніших об'єктів триватимуть близько десяти днів, також день-два будуть тривати роботи у Верховинському районі на Івано-Франківщині. Для ліквідації наслідків задіяно 1,5 тисячі нацгвардійців і рятувальників.
На ліквідацію наслідків паводків Кабмін виділив понад 700 млн грн.

## Реакція на події

### Місцева
У місті Галичі Івано-Франківської області розгорівся скандал через несправедливий розподіл грошових компенсацій, які раніше були спрямовані на подолання наслідків масштабних повеней у регіоні.
Пошкоджені будинки розділили на три категорії:
- За зовсім зруйновані — 300000 гривень.
- Для будинків які потребують капітального ремонту — 50000 гривень.
- Частково зруйновані будинки — 20000 гривень (більшість будинків віднесли саме до цієї категорії).

### Міжнародна
- Папа Римський закликав молитися за поліпшення долі народів Близького Сходу, які страждають від воєн, «а також тих, кого вразили сильні повені на Західній Україні»[25].
- Євросоюз для боротьби з наслідками руйнівної повені надасть Україні допомогу через механізм ЄС з цивільного захисту[26].
  - Італія літаком направила в Україну помпове обладнання, засоби індивідуального захисту, бензинові пили, генератори й намети для потерпілих.
  - Швеція оголосила про намір направити в Україну протипаводкові бар'єри, шланги для відкачування води й технічних експертів.
- Посольство Ізраїлю передало 500000 гривень і 25000 півторалітрових пляшок питної води. Їх доставлять в Івано-Франківськ і Чернівці, щоб усунути нестачу питної води[27].
- Словацька Республіка передала гуманітарну допомогу для населених пунктів Івано-Франківської области, які постраждали від паводку, а саме: намети, помпи, генератори й інше рятувальне спорядження.[28]